# Villa Scheffer
Die Villa Scheffer ist eine private Straße im 16. Arrondissement in Paris.

## Lage
Die  Privatstraße liegt im 16. Arrondissement von Paris. Sie beginnt in der Rue Scheffer 51.

## Namensursprung
Sie ist nach dem Maler Ary Scheffer (1795–1858), denn der Eingang liegt an der Straße gleichen Namen und hat dort die Nummer 51.

## Geschichte
Die Straße wurde zum ersten Mal 1888 in der Presse erwähnt. Der Pariser Historiker Jacques Hillairet gibt seinerseits an, dass sie um 1894 eröffnet wurde und zunächst den Namen Cité Scheffer trug.
Ursprünglich befand sich hier ein Kloster der Unbeschuhte Karmeliten.
Im Jahr 1905 wurden die neun Gebäude (Nr. 2, 6, 8, 10, 12, 14, 16, 18 und 20) öffentlich versteigert, wobei der Startpreis auf 440.000 Franken festgesetzt wurde.

## Sehenswürdigkeiten
- Laurent Fabius, französischer Politiker, verbrachte hier seine Kindheit.
- Stanislas Lami (1858–1944) hatte hier sein Atelier.[5]